# Olympische Sommerspiele 2000/Tischtennis – Doppel (Frauen)
Das Frauendoppel im Tischtennis bei den Olympischen Spielen 2000 in Atlanta wurde vom 16. bis 22. September im State Sports Centre ausgetragen. Im Vergleich zum Doppel 1996 in Atlanta griffen die acht gesetzten Doppel erst in der Finalrunde ein.

## Setzliste
| Nr. | Paarung                         | Erreichte Runde |
| --- | ------------------------------- | --------------- |
| 01. | Li Ju / Wang Nan                | Sieg            |
| 02. | Sun Jin / Yang Ying             | Silber          |
| 03. | Chen Jing / Xu Jing             | Achtelfinale    |
| 04. | Csilla Bátorfi / Krisztina Tóth | Halbfinale      |

| Nr. | Paarung                        | Erreichte Runde |
| --- | ------------------------------ | --------------- |
| 05. | Kim Moo-kyo / Ryu Ji-hae       | Bronze          |
| 06. | Lee Eun-sil / Suk Eun-mi       | Viertelfinale   |
| 07. | Ni Xialian / Peggy Regenwetter | Achtelfinale    |
| 08. | Jing Jun Hong / Li Jia Wei     | Achtelfinale    |

## Gruppenphase

### Gruppe A
| Rang | Athletinnen                          | S | N | Sätze | Sätze | Punkte | Punkte |     | Australien | Osterreich | Kanada |
| ---- | ------------------------------------ | - | - | ----- | ----- | ------ | ------ | --- | ---------- | ---------- | ------ |
| 1    | Miao Miao / Shirley Zhou             | 2 | 0 | 4     | 2     | 118    | 101    | —   | 2:1        | 2:1        |        |
| 2    | Judit Herczig / Liu Jia              | 1 | 1 | 3     | 3     | 105    | 107    | 1:2 | —          | 2:1        |        |
| 3    | Geng Lijuan / Marie-Christine Roussy | 0 | 2 | 2     | 4     | 99     | 114    | 1:2 | 1:2        | —          |        |

### Gruppe B
| Rang | Athletinnen                          | S | N | Sätze | Sätze | Punkte | Punkte |     | Litauen 1989 | Japan | Australien |
| ---- | ------------------------------------ | - | - | ----- | ----- | ------ | ------ | --- | ------------ | ----- | ---------- |
| 1    | Rūta Paškauskienė / Jolanta Prūsienė | 2 | 0 | 4     | 0     | 86     | 67     | —   | 2:0          | 2:0   |            |
| 2    | Kazuko Naito / Rinko Sakata          | 1 | 1 | 2     | 3     | 91     | 91     | 0:2 | —            | 2:1   |            |
| 3    | Jian Fang Lay / Stella Zhou          | 0 | 2 | 1     | 4     | 84     | 103    | 0:2 | 1:2          | —     |            |

### Gruppe C
| Rang | Athletinnen                  | S | N | Sätze | Sätze | Punkte | Punkte |     | Deutschland | Vereinigte Staaten | Kanada |
| ---- | ---------------------------- | - | - | ----- | ----- | ------ | ------ | --- | ----------- | ------------------ | ------ |
| 1    | Qianhong Gotsch / Jie Schöpp | 2 | 0 | 4     | 1     | 106    | 78     | —   | 2:1         | 2:0                |        |
| 2    | Gao Jun / Michelle Do        | 1 | 1 | 3     | 3     | 109    | 119    | 1:2 | —           | 2:1                |        |
| 3    | Xiao-Xiao Wang / Chris Xu    | 0 | 2 | 1     | 4     | 82     | 100    | 0:2 | 1:2         | —                  |        |

### Gruppe D
| Rang | Athletinnen                  | S | N | Sätze | Sätze | Punkte | Punkte |     | Deutschland | Neuseeland | Vereinigte Staaten |
| ---- | ---------------------------- | - | - | ----- | ----- | ------ | ------ | --- | ----------- | ---------- | ------------------ |
| 1    | Elke Schall / Nicole Struse  | 2 | 0 | 4     | 1     | 99     | 77     | —   | 2:1         | 2:0        |                    |
| 2    | Li Chunli / Karen Li         | 1 | 1 | 3     | 2     | 92     | 81     | 1:2 | —           | 2:0        |                    |
| 3    | Tawny Banh Thua / Jasna Reed | 0 | 2 | 0     | 4     | 51     | 84     | 0:2 | 0:2         | —          |                    |

### Gruppe E
| Rang | Athletinnen                     | S | N | Sätze | Sätze | Punkte | Punkte |     | Rumänien | Russland | Nigeria |
| ---- | ------------------------------- | - | - | ----- | ----- | ------ | ------ | --- | -------- | -------- | ------- |
| 1    | Otilia Bădescu / Mihaela Șteff  | 2 | 0 | 4     | 0     | 85     | 53     | —   | 2:0      | 2:0      |         |
| 2    | Oksana Fadejewa / Galina Melnik | 1 | 1 | 2     | 2     | 72     | 72     | 0:2 | —        | 2:0      |         |
| 3    | Kehinde Okenla / Atisi Owoh     | 0 | 2 | 0     | 4     | 52     | 84     | 0:2 | 0:2      | —        |         |

### Gruppe F
| Rang | Athletinnen                 | S | N | Sätze | Sätze | Punkte | Punkte |     | Japan | Hongkong | Chile |
| ---- | --------------------------- | - | - | ----- | ----- | ------ | ------ | --- | ----- | -------- | ----- |
| 1    | Ai Fujinuma / An Konishi    | 2 | 0 | 4     | 2     | 113    | 106    | —   | 2:1   | 2:1      |       |
| 2    | Song Ah Sim / Wong Ching    | 1 | 1 | 3     | 2     | 94     | 90     | 1:2 | —     | 2:0      |       |
| 3    | Silvia Morel / Sofija Tepes | 0 | 2 | 1     | 4     | 90     | 101    | 1:2 | 0:2   | —        |       |

### Gruppe G
| Rang | Athletinnen                      | S | N | Sätze | Sätze | Punkte | Punkte |     | Kroatien | Chinesisch Taipeh | Nigeria |
| ---- | -------------------------------- | - | - | ----- | ----- | ------ | ------ | --- | -------- | ----------------- | ------- |
| 1    | Eldijana Aganović / Tamara Boroš | 2 | 0 | 4     | 1     | 107    | 82     | —   | 2:1      | 2:0               |         |
| 2    | Tsui Hsiu-li / Yu Feng-yun       | 1 | 1 | 3     | 2     | 95     | 97     | 1:2 | —        | 2:0               |         |
| 3    | Bose Kaffo / Funke Oshonaike     | 0 | 2 | 0     | 4     | 61     | 84     | 0:2 | 0:2      | —                 |         |

### Gruppe H
| Rang | Athletinnen                                 | S | N | Sätze | Sätze | Punkte | Punkte |     | Belarus 1995 | Schweden | Agypten |
| ---- | ------------------------------------------- | - | - | ----- | ----- | ------ | ------ | --- | ------------ | -------- | ------- |
| 1    | Tatsiana Kostromina / Wiktoryja Paulowitsch | 2 | 0 | 4     | 1     | 101    | 79     | —   | 2:1          | 2:0      |         |
| 2    | Åsa Svensson / Marie Svensson               | 1 | 1 | 3     | 2     | 101    | 84     | 1:2 | —            | 2:0      |         |
| 3    | Shaimaa Abdul-Aziz / Bacent Othman          | 0 | 2 | 0     | 4     | 45     | 84     | 0:2 | 0:2          | —        |         |

## Finalrunde
| Erste Runde | Erste Runde              | Erste Runde | Erste Runde | Erste Runde | Erste Runde | Erste Runde |  |  | Viertelfinale | Viertelfinale    | Viertelfinale | Viertelfinale | Viertelfinale | Viertelfinale | Viertelfinale |   |                | Halbfinale | Halbfinale | Halbfinale | Halbfinale | Halbfinale | Halbfinale      | Halbfinale      |                 |                 | Finale          | Finale          | Finale          | Finale | Finale | Finale | Finale |
|             |                          |             |             |             |             |             |  |  |               |                  |               |               |               |               |               |   |                |            |            |            |            |            |                 |                 |                 |                 |                 |                 |                 |        |        |        |        |
| 1           | Li / Wang                | 21          | 21          | 21          |             |             |  |  |               |                  |               |               |               |               |               |   |                |            |            |            |            |            |                 |                 |                 |                 |                 |                 |                 |        |        |        |        |
|             | Schall / Struse          | 10          | 8           | 17          |             |             |  |  | 1             | Li / Wang        | 21            | 21            | 21            | 21            |               |   |                |            |            |            |            |            |                 |                 |                 |                 |                 |                 |                 |        |        |        |        |
|             | Aganović / Boroš         | 21          | 15          | 9           | 27          | 25          |  |  |               | Aganović / Boroš | 23            | 14            | 12            | 5             |               |   |                |            |            |            |            |            |                 |                 |                 |                 |                 |                 |                 |        |        |        |        |
| 8           | Jing / Li                | 16          | 21          | 21          | 25          | 23          |  |  |               |                  |               |               |               |               |               | 1 | Li / Wang      | 17         | 21         | 15         | 21         | 24         |                 |                 |                 |                 |                 |                 |                 |        |        |        |        |
| 5           | Kim / Ryu                | 21          | 21          | 21          |             |             |  |  | 5             | Kim / Ryu        | 21            | 12            | 21            | 14            | 22            |   |                |            |            |            |            |            |                 |                 |                 |                 |                 |                 |                 |        |        |        |        |
|             | Fujinuma / Konishi       | 13          | 11          | 5           |             |             |  |  | 5             | Kim / Ryu        | 21            | 20            | 21            | 23            | 21            |   |                |            |            |            |            |            |                 |                 |                 |                 |                 |                 |                 |        |        |        |        |
|             | Bădescu / Șteff          | 21          | 23          | 22          |             |             |  |  |               | Bădescu / Șteff  | 18            | 22            | 14            | 25            | 19            |   |                |            |            |            |            |            |                 |                 |                 |                 |                 |                 |                 |        |        |        |        |
| 3           | Chen / Xu                | 15          | 21          | 20          |             |             |  |  |               |                  |               |               |               |               |               | 1 | Li / Wang      | 21         | 21         | 21         |            |            |                 |                 |                 |                 |                 |                 |                 |        |        |        |        |
| 4           | Bátorfi / Tóth           | 21          | 21          | 21          |             |             |  |  | 2             | Sun / Yang       | 18            | 11            | 11            |               |               |   |                |            |            |            |            |            |                 |                 |                 |                 |                 |                 |                 |        |        |        |        |
|             | Gotsch / Schöpp          | 16          | 16          | 19          |             |             |  |  | 4             | Bátorfi / Tóth   | 21            | 21            | 23            |               |               |   |                |            |            |            |            |            |                 |                 |                 |                 |                 |                 |                 |        |        |        |        |
|             | Kostromina / Paulowitsch | 4           | 14          | 15          |             |             |  |  | 6             | Lee / Suk        | 19            | 16            | 21            |               |               |   |                |            |            |            |            |            |                 |                 |                 |                 |                 |                 |                 |        |        |        |        |
| 6           | Lee / Suk                | 21          | 21          | 21          |             |             |  |  |               |                  |               |               |               |               |               | 4 | Bátorfi / Tóth | 21         | 18         | 14         | 17         |            |                 |                 |                 |                 |                 |                 |                 |        |        |        |        |
| 7           | Ni / Regenwetter         | 21          | 13          | 21          | 18          | 13          |  |  | 2             | Sun / Yang       | 17            | 21            | 21            | 21            |               |   |                |            |            |            |            |            |                 |                 |                 |                 |                 |                 |                 |        |        |        |        |
|             | Miao / Zhou              | 16          | 21          | 19          | 21          | 21          |  |  |               | Miao / Zhou      | 13            | 11            | 17            |               |               |   |                |            |            |            |            |            | Spiel um Bronze | Spiel um Bronze | Spiel um Bronze | Spiel um Bronze | Spiel um Bronze | Spiel um Bronze | Spiel um Bronze |        |        |        |        |
|             | Paškauskienė / Prūsienė  | 5           | 17          | 10          |             |             |  |  | 2             | Sun / Yang       | 21            | 21            | 21            |               |               |   | 5              | Kim / Ryu  | 21         | 21         | 22         | 19         | 21              |                 |                 |                 |                 |                 |                 |        |        |        |        |
| 2           | Sun / Yang               | 21          | 21          | 21          |             |             |  |  |               |                  |               |               |               |               |               | 4 | Bátorfi / Tóth | 18         | 19         | 24         | 21         | 19         |                 |                 |                 |                 |                 |                 |                 |        |        |        |        |